# Desognaphosa malbon
Desognaphosa malbon is een spinnensoort uit de familie Trochanteriidae. De soort komt voor in Queensland.